# Bergrennen Ollon-Villars 1965

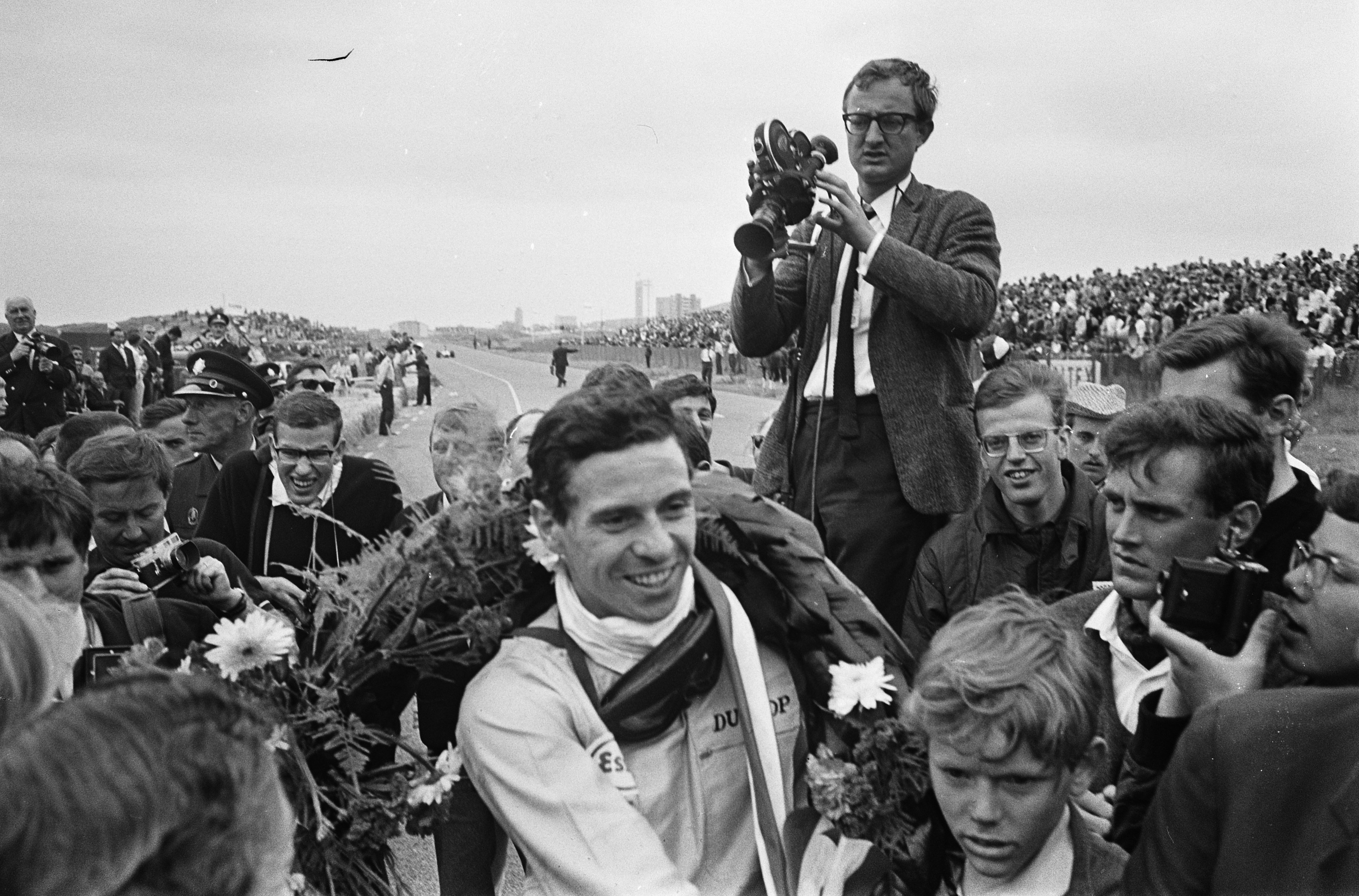
Jim Clark, hier nach seinem Sieg beim Großen Preis der Niederlande 1965. In Ollon-Villars war Clark mit dem Lotus 38 am Start, fiel aber aus

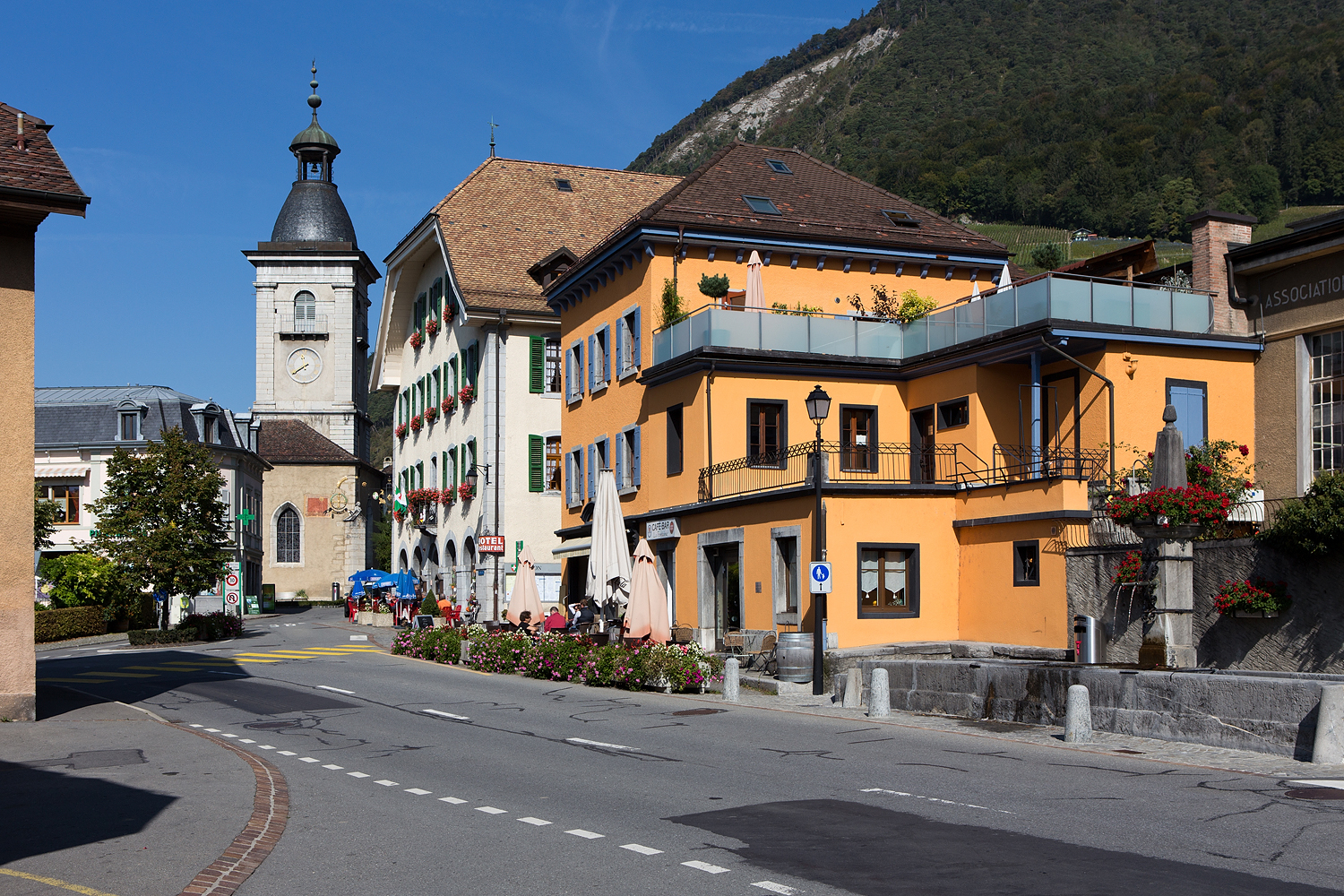
Der kleine Schweizer Ort Ollon war Ausgangspunkt des Bergrennens

Das Bergrennen Ollon-Villars 1965, auch Grosser Bergpreis der Schweiz, Ollon-Villars, war ein Bergrennen, das am 29. August ausgefahren wurde. Das Rennen war der 17. Wertungslauf der Sportwagen-Weltmeisterschaft dieses Jahres.

## Das Rennen
Das Rennen auf der Bergstrasse von Ollon nach Villars-sur-Ollon im Schweizer Kanton Waadt zählte nach 1963 zum zweiten Mal zur Sportwagen-Weltmeisterschaft. Vier Bergrennen erhielten in diesem Jahr einen Weltmeisterschaftsstatus; die Veranstaltung in der Schweiz war die vierte. Das Rennen auf das Rossfeld gewann der neue Porsche-Werksfahrer Gerhard Mitter auf dem 904/8 Bergspyder. Das Bergrennen Bozen endete mit einem Abarth-Doppelerfolg; Herbert Demetz siegte vor seinem Teamkollegen Leo Cella. Auf der Schauinsland-Passhöhe gab es durch Ludovico Scarfiotti im Dino 206P einen Ferrari-Erfolg. Nach dem Unfall beim 24-Stunden-Rennen von Le Mans 1955 trat in der Schweiz ein Verbot für Rundstreckenrennen in Kraft. Ausgenommen von diesem Verbot waren Bergrennen. Bei Fahrern und Zuschauern waren diese Veranstaltungen besonders populär, was zu großen Startfeldern und vielen Besuchern führte.
Mitter und Scarfiotti waren auch die Protagonisten in Ollon. Bei Porsche baute man in der Rennabteilung in Zuffenhausen ein neues Bergspyder-Chassis für Gerhard Mitter auf. Da der Betriebsrat jegliche Wochenendarbeit untersagte, musste der Wagen zum Rennen gebracht werden, ohne abgestimmt zu sein. Trotz dieses Handicaps fuhr Mitter zwei starke Rennläufe und musste sich in der Addition Scarfiotti nur um 5,2 Sekunden geschlagen geben. Den dritten Rang erreichte Scarfiottis Teamkollege Giampiero Biscaldi im Ferrari 275P2.
Prominentester Starter war Jim Clark, der auf dem Weg zum zweiten Formel-1-Weltmeistertitel nach dem Triumph von 1963 war. Clark war mit dem Lotus 38 am Start, dem Rennwagen, mit dem er das 500-Meilen-Rennen von Indianapolis 1965 gewonnen hatte. Im Training fuhr er absolute Bestzeit; im Rennen fiel er im zweiten Lauf aus.

## Ergebnisse

### Schlussklassement
| 1               | SR/P 2.0   | 172 | Scuderia Sant’Ambroeus  | Ludovico Scarfiotti     | Ferrari Dino 206P          | 0:08:20,300 |
| 2               | SR/P 2.0   | 171 | Porsche System          | Gerhard Mitter          | Porsche 904/8 Bergspyder   | 0:08:25,500 |
| 3               | SR/P + 2.0 | 181 | Scuderia Sant’Ambroeus  | Giampiero Biscaldi      | Ferrari 275P2              | 0:08:39,100 |
| 4               | R          |     |                         | Herbert Demetz          | Abarth                     | 0:08:44,400 |
| 5               | R          |     |                         | Charles Vögele          | Brabham                    | 0:08:44,600 |
| 6               | R          |     |                         | Peter Westbury          | BRM                        | 0:08:48,500 |
| 7               | R          |     |                         | Georges Gachnang        | Cegga 2900                 | 0:08:52,300 |
| 8               | GT 2.0     | 126 | Porsche System          | Herbert Müller          | Porsche 904 GTS            | 0:08:54,100 |
| 9               | GT 2.0     | 121 | Rolf Stommelen          | Rolf Stommelen          | Porsche 904 GTS            | 0:08:59,000 |
| 10              | GT 2.0     | 114 | Joseph Greger           | Joseph Greger           | Porsche 904 GTS            | 0:09:03,800 |
| 11              | SR/P + 2.0 | 189 | Heini Walter            | Heini Walter            | Ferrari 250LM              | 0:09:04,400 |
| 12              | SR/P 1.6   | 166 | Abarth                  | Hans Herrmann           | Abarth 1600 OT             | 0:09:04,900 |
| 13              | SR/P 1.6   | 165 | OASC                    | Alban Scheiber          | Lotus 23                   | 0:09:14,600 |
| 14              | SR/P 2.0   | 177 | Porsche System          | Anton Fischhaber        | Elva Mk.7                  | 0:09:15,700 |
| 15              | SR/P 2.0   | 173 | OASC                    | Walter Schatz           | Lotus 23                   | 0:09:19,800 |
| 16              | SR/P + 2.0 | 183 | Scuderia Filipinetti    | Peter Ettmüller         | Shelby Cobra               | 0:09:24,200 |
| 17              | SR/P 2.0   | 167 | Scuderia Filipinetti    | Sidney Charpilloz       | Elva Mk.VII                | 0:09:27,100 |
| 18              | GT 2.0     | 116 | Basilisk                | Heinz Kühnis            | Abarth-Simca 2000 GT       | 0:09:29,200 |
| 19              | GT 1.6     | 107 | Scuderia Filipinetti    | Charles Ramu-Caccia     | Alfa Romeo Giulia TZ       | 0:09:32,200 |
| 20              | SR/P + 2.0 | 184 | Georges Gachnang        | Edouard Grob            | Cegga-Ferrari 250 TR       | 0:09:38,000 |
| 21              | GT 1.6     | 99  | Nord                    | Jean-Paul Humberset     | Lotus Elan                 | 0:09:38,100 |
| 22              | GT 1.3     | 68  | Berney Borel            | Denis Borel             | Abarth-Simca 1300 Bialbero | 0:09:38,700 |
| 23              | SR/P 1.3   | 159 | Harry Zweifel           | Harry Zweifel           | Abarth 1300S Zagato        | 0:09:39,400 |
| 24              | SR/P 2.0   | 174 | Biennoise               | Jörg Wyssbrod           | Elva Mk.VII                | 0:09:43,100 |
| 25              | SR/P + 2.0 | 188 | Pierre de Siebenthal    | Pierre de Siebenthal    | Iso Grifo A3C              | 0:09:45,200 |
| 25              | SR/P 1.0   | 151 | Karl Foitek             | Werner Rüfenacht        | Fiat-Abarth 1000MC         | 0:09:45,200 |
| 27              | SR/P 1.0   | 154 | Abarth                  | Leo Cella               | Fiat-Abarth 1000MC         | 0:09:48,800 |
| 28              | GT 3.0     | 128 | Cox Kocher              | Cox Kocher              | Ferrari 250 GTO            | 0:09:52,700 |
| 29              | GT 1.6     | 96  | Autodelta               | Teodoro Zeccoli         | Alfa Romeo Giulia TZ       | 0:09:52,900 |
| 30              | GT 1.6     | 102 | Peter Mattli            | Peter Mattli            | Alfa Romeo Giulia          | 0:09:53,000 |
| 31              | SR/P 2.0   | 168 | Valais Competition      | Albert Eggs             | Lotus 19                   | 0:09:53,700 |
| 32              | SR/P + 2.0 | 187 | Sasamotors              | Jo Schlesser            | Serenissima                | 0:09:54,900 |
| 33              | GT 1.3     | 80  | Bernoise                | Peter Maron             | Abarth-Simca 1300 Bialbero | 0:10:07,800 |
| 34              | GT 1.0     | 50  | Joe Kretschi            | Joe Kretschi            | Fiat-Abarth Monomille      | 0:10:24,600 |
| 35              | GT 3.0     | 133 | Biennoise               | Daniel Siebenmann       | Ferrari 250 GT Lusso       | 0:10:31,400 |
| 36              | GT + 3.0   | 137 | Siegfried Zwimpfer      | Siegfried Zwimpfer      | Ferrari 275 GTB            | 0:10:35,800 |
| 37              | GT 1.0     | 75  | André Wicky             | Jean-Pierre Hanrioud    | Alpine A108                | 0:10:37,600 |
| 38              | SR/P 1.6   | 163 | Pierre Marx             | Pierre Marx             | Lotus 23                   | 0:10:44,200 |
| 39              | GT 3.0     | 131 | Scuderia Filipinetti    | Charly Müller           | Ferrari 250 GT Lusso       | 0:10:45,800 |
| 39              | SR/P 1.0   | 150 | Basilisk                | Heini Buess             | Lotus 23                   | 0:10:45,800 |
| 41              | GT 1.15    | 90  | Automobiles Alpine      | André Knörr             | Alpine A110                | 0:10:47,800 |
| 42              | GT 2.0     | 124 | Troisime Etoiles        | Jean Zufferey           | Abarth-Simca 2000 GT       | 0:10:49,400 |
| 43              | GT + 3.0   | 139 | Jaguar E Racing         | Ernst Brem              | Jaguar E-Type              | 0:10:50,500 |
| 44              | GT 2.0     | 164 | Troisime Etoiles        | Roger Rey               | Osca 1500S                 | 0:10:50,600 |
| 44              | GT 2.0     | 113 | Patrick Godfrey         | Patrick Godfrey         | Porsche 904 GTS            | 0:10:50,600 |
| 46              | GT 1.3     | 78  | Lions                   | Michel Linder           | Lotus Elite                | 0:10:55,700 |
| 47              | GT 1.0     | 59  | Meute                   | Rolando Vaglio          | Fiat-Abarth Monomille      | 0:11:00,300 |
| 48              | GT 1.6     | 94  | Leman                   | Edouard Wahl            | Lotus Elan                 | 0:11:00,500 |
| 49              | GT 1.3     | 82  | Berney Borel            | Charles Perrenoud       | Abarth-Simca 1300 Bialbero | 0:11:01,600 |
| 50              | GT 1.15    | 89  | Caposcarico             | Walter Egger            | René Bonnet Djet           | 0:11:04,600 |
| 51              | GT 1.0     | 49  | Hans Kennel             | Hans Kennel             | Fiat-Abarth Monomille      | 0:11:06,700 |
| 52              | GT 1.3     | 65  | Karl Foitek             | Robert Blatter          | Alfa Romeo Giulietta       | 0:11:07,400 |
| 53              | GT 2.0     | 122 | Lions                   | Michel Viquerat         | Porsche 904 GTS            | 0:11:09,600 |
| 54              | GT 1.15    | 72  | Leman                   | Fred Gysler             | Triumph Spitfire           | 0:11:11,200 |
| 55              | GT 2.0     | 120 | Michel Renaud           | Michel Renaud           | AC Ace                     | 0:11:11,800 |
| 56              | GT + 3.0   | 141 | Jaguar E Racing         | Erhard von Känel        | Jaguar E-Type              | 0:11:12,200 |
| 57              | GT 1.15    | 73  | André Wicky             | Guido Haberthur         | Alpine A110                | 0:11:13,900 |
| 58              | GT 1.3     | 76  | Gerhard Kobler          | Gerhard Kobler          | Alfa Romeo Giulietta       | 0:11:21,700 |
| 59              | GT 1.2     | 112 | Meute                   | Jacques Cochet          | Porsche 904 GTS            | 0:11:22,100 |
| 60              | GT 1.15    | 85  | Leyland Switzerland     | Walter Rheiner          | Triumph Spitfire           | 0:11:28,300 |
| 61              | GT 1.0     | 58  | Troisime Etoiles        | Philippe Simonetta      | Hillman Imp Sport          | 0:11:30,700 |
| 62              | GT + 3.0   | 145 | Rootes Switzerland      | Francois Vautier        | Sunbeam Tiger              | 0:11:32,700 |
| 63              | GT 3.0     | 132 | Karl Stewart Richardson | Karl Stewart Richardson | Ferrari 250 GTO            | 0:11:33,900 |
| 64              | GT 1.0     | 45  | Caposcarico             | Hans Affentranger       | Fiat-Abarth 700            | 0:11:38,800 |
| 65              | GT 1.15    | 62  | Leman                   | Daniel Baechler         | Triumph Spitfire           | 0:11:39,400 |
| 66              | GT 1.15    | 83  | Meute                   | Michel Pilet            | Triumph Spitfire           | 0:11:41,900 |
| 67              | GT 1.6     | 93  | Corsaires               | Francois Brelaz         | Lotus Elan                 | 0:11:44,000 |
| 68              | GT 1.15    | 84  | Adolf Poeltinger        | Adolf Poeltinger        | Renault R8 Gordini         | 0:11:44,100 |
| 69              | GT 1.15    | 89  | André Wicky             | Marie-Louise Mermod     | Alpine A110                | 0:11:44,600 |
| 70              | GT 1.15    | 64  | Leyland Switzerland     | Ruedi Binder            | Triumph Spitfire           | 0:11:46,300 |
| 71              | GT 1.15    | 81  | Leyland Switzerland     | Oskar Müller            | Triumph Spitfire           | 0:11:47,600 |
| 72              | GT 1.15    | 76  | Hubert Patthey          | Heinz Hofer             | Triumph Spitfire           | 0:11:49,100 |
| 73              | GT 1.6     | 91  | Hermann Abplanalp       | Hermann Abplanalp       | Lotus Elan                 | 0:11:50,100 |
| 74              | GT 3.0     | 127 | Rene Bogaert            | Rene Bogaert            | Triumph TR4                | 0:11:51,000 |
| 75              | GT 1.3     | 66  | Lions                   | Serge Bolomey           | Alfa Romeo Giulietta       | 0:12:19,100 |
| 76              | GT 1.15    | 88  | Leyland Switzerland     | Edwin Wildhaber         | Triumph Spitfire           | 0:12:24,800 |
| 77              | GT 1.0     | 56  | Ecurie Biennoise        | Gustav Schlup           | Fiat-Abarth Monomille      | 0:12:31,200 |
| 78              | GT 1.0     | 60  | Rootes Switzerland      | Henri Vuarraz           | Hillman Imp Sport          | 0:12:38,600 |
| 79              | GT 2.0     | 119 | Lions                   | Willy Meier             | Porsche 904 GTS            | 0:12:42,400 |
| 80              | GT 1.0     | 48  | Leman                   | Edwin Heusser           | NSU Prinz 4                | 0:13:20,100 |
| 81              | GT 1.6     | 96  | Lions                   | Roger Cavadini          | Porsche 356B               | 0:13:29,300 |
| 82              | GT + 3.0   | 140 | Hubert Patthey          | Francois Chopard        | AC Cobra                   | 0:13:33,800 |
| 83              | GT 1.0     | 47  | Meute                   | Michel Christen         | NSU Prinz 4                | 0:14:10,800 |
| 84              | GT 2.0     | 111 | Antonin Chalut          | Antonin Chalut          | Porsche 904 GTS            | 0:15:39,900 |
| Ausgefallen     |            |     |                         |                         |                            |             |
| 85              | GT 1.3     | 79  | Arnaldo Maestrini       | Arnaldo Maestrini       | Lotus Elite                |             |
| 86              | GT 1.15    | 86  | Lemon                   | Rémo Terzariol          | Alpine A110                |             |
| 87              | GT 1.15    | 86  | Leyland Switzerland     | Jean-Jacques Thuner     | Triumph Spitfire           |             |
| 88              | GT 1.6     | 101 | Karl Foitek             | Roby Joerg              | Lotus Elan                 |             |
| 89              | GT 1.6     | 103 | Meute                   | Peter de Meritt         | Lotus Elan                 |             |
| 90              | SP/R 1.3   | 156 | Bruno Frey              | Bruno Frey              | Lola MK1                   |             |
| 91              | SP/R 2.0   | 163 | Antonio Finiguerra      | Antonio Finiguerra      | Cegga                      |             |
| 92              | SP/R + 2.0 | 182 | Georges Gachnang        | Edouard Blanc           | AC Ace                     |             |
| 93              | R          | 182 |                         | Jim Clark               | Lotus 38                   |             |
| Nicht gestartet |            |     |                         |                         |                            |             |
| 94              | GT 1.0     | 52  | Amedeo Mella            | Amedeo Mella            | Fiat-Abarth Monomille      | 1           |
| 95              | GT 1.0     | 53  | Marco Moser             | Marco Moser             | Fiat-Abarth 700            | 2           |
| 96              | GT 1.3     | 70  | Scuderia Sant Ambroeus  | Giampiero Moretti       | Abarth-Simca 1300 Bialbero | 3           |
| 97              | GT 1.6     | 98  | Squadra Foitek          | Andreas Eichhorn        | Lotus Elan                 | 4           |
| 99              | GT 1.6     | 105 | Humoristica             | Remi Peterelli          | Porsche 356B               | 5           |
| 100             | GT + 3.0   | 146 | Scuderia Filipinetti    | Pius Zünd               | Shelby GT350               | 6           |
| 101             | SR/P 1.3   | 157 | Basilisk                | Kurt Monetti            | Lotus                      | 7           |
| 102             | SR/P + 2.0 | 180 | Scuderia Filipinetti    | Werner Biedermann       | Ferrari 250LM              | 8           |
| 103             | SR/P + 2.0 | 186 | Kurt Rost               | Kurt Rost               | Lotus 30                   | 9           |
| 104             | SR/P + 2.0 | 191 | Ford France             | Guy Ligier              | Ford GT40                  | 10          |
| 105             | SR/P 2.0   | T   | Porsche System          | Gerhard Mitter          | Porsche 904/8 Bergspyder   | 11          |

1 nicht gestartet
2 nicht gestartet
3 nicht gestartet
4 nicht gestartet
5 nicht gestartet
6 nicht gestartet
7 nicht gestartet
8 nicht gestartet
9 nicht gestartet
10 nicht gestartet
11 Trainingswagen

### Nur in der Meldeliste
Hier finden sich Teams, Fahrer und Fahrzeuge, die ursprünglich für das Rennen gemeldet waren, aber aus den unterschiedlichsten Gründen daran nicht teilnahmen.
| Pos. | Klasse     | Nr. | Team                  | Fahrer              | Chassis               |
| ---- | ---------- | --- | --------------------- | ------------------- | --------------------- |
| 106  | GT 1.0     | 46  | Bodania               | Karl Bolshauser     | Fiat-Abarth 1000      |
| 107  | GT 1.0     | 51  | Rootes Switzerland    | Patrick Lier        | Hillman Imp Sport     |
| 108  | GT 1.0     | 54  | Raymond Nash          | Raymond Nash        | Marcos GT             |
| 109  | GT 1.0     | 55  | Romande               | Daniel Pache        | Fiat-Abarth Monomille |
| 110  | GT 1.0     | 57  | Meute                 | Alain Siebert       | Alpine A108           |
| 111  | GT 1.3     | 63  | Karl Foitek           | Roland Bernasconi   | Lotus Elite           |
| 112  | GT 1.3     | 71  | Chuck Graemiger       | Chuck Graemiger     | Lotus Elite           |
| 113  | GT 1.3     | 74  | André Wicky           | Claude Haldi        | Alpine A110           |
| 114  | GT 1.6     | 92  | Troisime Etoiles      | Charly Bonvin       | Lotus Elan            |
| 115  | GT 1.6     | 97  | Lions                 | Charly Cuénoud      | Porsche 356           |
| 116  | GT 1.6     | 100 | „Jonny“               | „Jonny“             | Porsche 356           |
| 117  | GT 1.6     | 106 | Meute                 | Claudio Ponti       | Porsche 356           |
| 118  | GT 1.6     | 108 | André Wicky           | Jennifer Tudor-Owen | Lotus Elan            |
| 119  | GT 2.0     | 110 | Scuderia Filipinetti  | Jacques Calderari   | Porsche 904 GTS       |
| 120  | GT 2.0     | 115 | Bernoise              | Bernhard Holzer     | Porsche 904 GTS       |
| 121  | GT 2.0     | 117 | Christopher Lawrence  | Chris Lawrence      | Morgan Plus 4         |
| 122  | GT 2.0     | 118 | Scuderia Filipinetti  | Jean-Marc Massoneri | Porsche 904 GTS       |
| 123  | GT 2.0     | 123 | Abramo Zanardelli     | Abramo Zanardelli   | Porsche 356B 2000 GS  |
| 124  | SR/P 2.0   | 125 | Abarth                |                     | Abarth-Simca 2000     |
| 125  | GT 3.0     | 129 | Roland Kropf          | Roland Kropf        | Ferrari 250 GTO       |
| 126  | GT 3.0     | 130 | André Wicky           | Marie-Louise Mermod | Mercedes-Benz 300 SL  |
| 127  | GT + 3.0   | 136 | Jaguar E Racing       | Fred Kunz           | Jaguar E-Type         |
| 128  | GT + 3.0   | 142 | Alan Mann             | Bo Ljungfeldt       | Shelby Cobra          |
| 129  | GT + 3.0   | 143 | Basilea               | Rene Saegesser      | Chevrolet Corvette    |
| 130  | GT + 3.0   | 144 | Alan Mann             | Jack Sears          | Shelby Cobra          |
| 131  | SR/P 1.0   | 152 | Roland Sandi          | Roland Sandi        | Ginetta G6            |
| 132  | SR/P 1.0   | 153 | Rudolf Siegfried      | Rudolf Siegfried    | BMW                   |
| 133  | SR/P 1.3   | 158 | Hubert Patthey        | Maurice Scemama     | Elva Mk.7S            |
| 134  | SR/P 1.3   | 160 | Abarth                |                     | Abarth 1300 OT        |
| 135  | SR/P 2.0   | 170 | Porsche System        | Anton Fischhaber    | Porsche 904/8         |
| 136  | SR/P 2.0   | 175 | Abarth                |                     | Abarth 2000           |
| 137  | SR/P 2.0   | 176 | Abarth                |                     | Abarth 2000           |
| 138  | SR/P + 2.0 | 185 | Scuderia St. Ambroeus | Edoardo Lualdi      | Ferrari 250LM         |
| 139  | SR/P + 2.0 | 190 | Ferrari               |                     | Ferrari 250LM         |

### Klassensieger
| Klasse     | Fahrer              | Fahrzeug                   | Platzierung im Gesamtklassement |
| ---------- | ------------------- | -------------------------- | ------------------------------- |
| SR/P + 2.0 | Ludovico Scarfiotti | Ferrari Dino 206P          | Gesamtsieg                      |
| SR/P 2.0   | Gerhard Mitter      | Porsche 904/8 Bergspyder   | Rang 2                          |
| SR/P 1.6   | Hans Herrmann       | Abarth 1600 OT             | Rang 12                         |
| SR/P 1.3   | Jörg Wyssbrod       | Elva Mk.VII                | Rang 24                         |
| SR/P 1.0   | Werner Rüfenacht    | Fiat-Abarth 1000 MC        | Rang 26                         |
| GT + 3.0   | Siegfried Zwimpfer  | Ferrari 275 GTB            | Rang 36                         |
| GT 3.0     | Cox Kocher          | Ferrari 250 GTO            | Rang 28                         |
| GT 2.0     | Herbert Müller      | Porsche 904 GTS            | Rang 8                          |
| GT 1.6     | Charles Ramu-Caccia | Alfa Romeo Giulia TZ       | Rang 19                         |
| GT 1.3     | Denis Borel         | Abarth-Simca 1300 Bialbero | Rang 22                         |
| GT 1.15    | André Knör          | Alpine A110                | Rang 41                         |
| GT 1.0     | Joe Kretschi        | Fiat-Abarth Monomille      | Rang 34                         |

### Renndaten
- Gemeldet: 139
- Gestartet: 93
- Gewertet: 84
- Rennklassen: 12
- Zuschauer: unbekannt
- Wetter am Renntag: trocken
- Streckenlänge: 8,000 km
- Fahrzeit des Siegerteams: 0:08:20,300 Stunden
- Gesamtrunden des Siegerteams: 2
- Gesamtdistanz des Siegerteams: 16,000 km
- Siegerschnitt: 115,131 km/h
- Pole Position: keine
- Schnellste Rennrunde: Ludovico Scarfiotti – Ferrari Dino 206P (#172) – 4:09,800 = 115,292 km/h
- Rennserie: 17. Lauf zur Sportwagen-Weltmeisterschaft 1965